# 松原水泳場

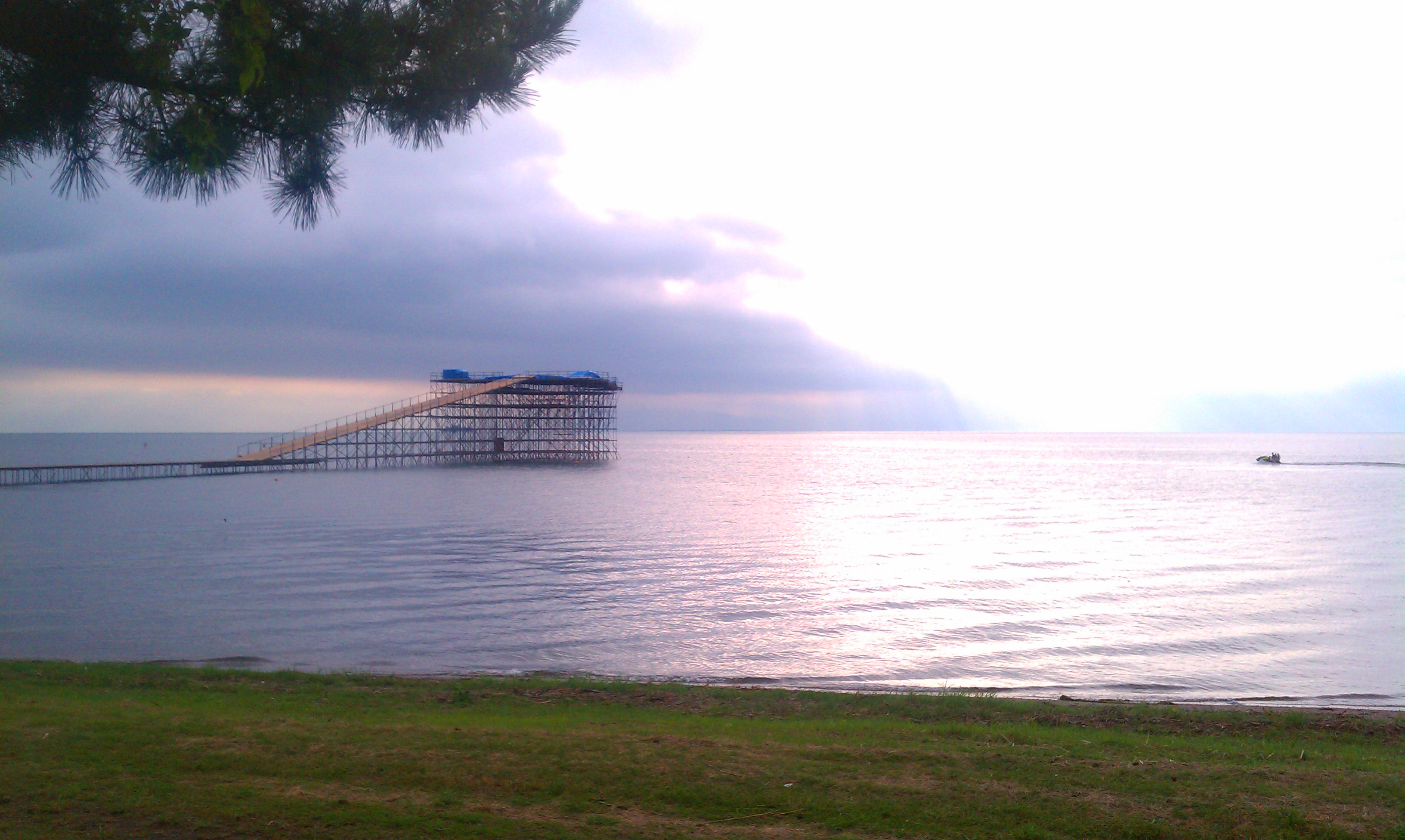
松原水泳場

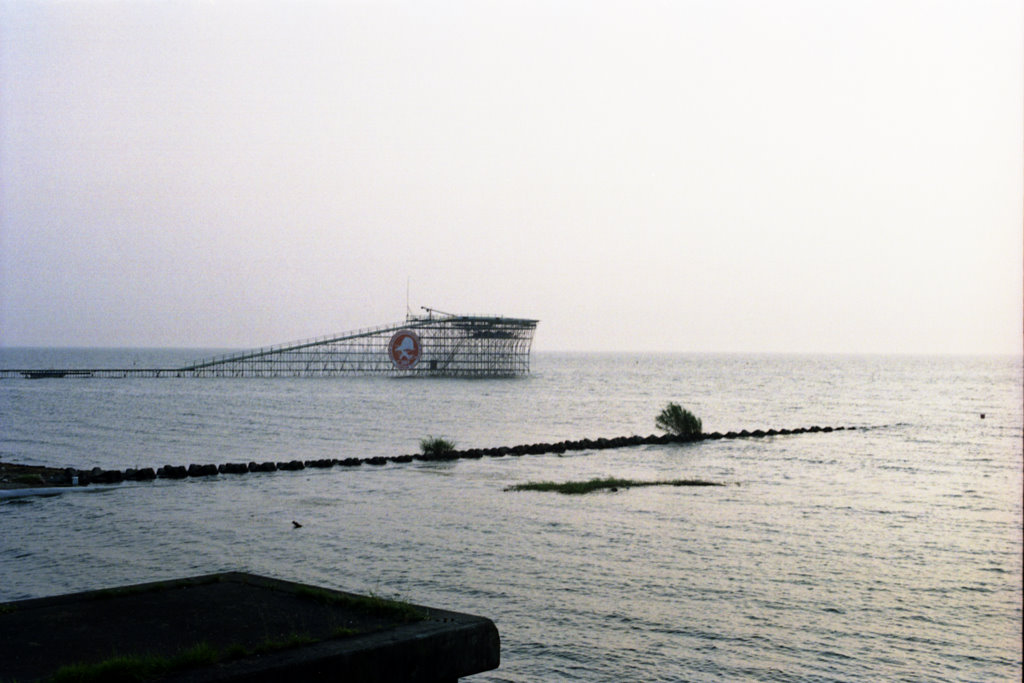
鳥人間コンテスト会場

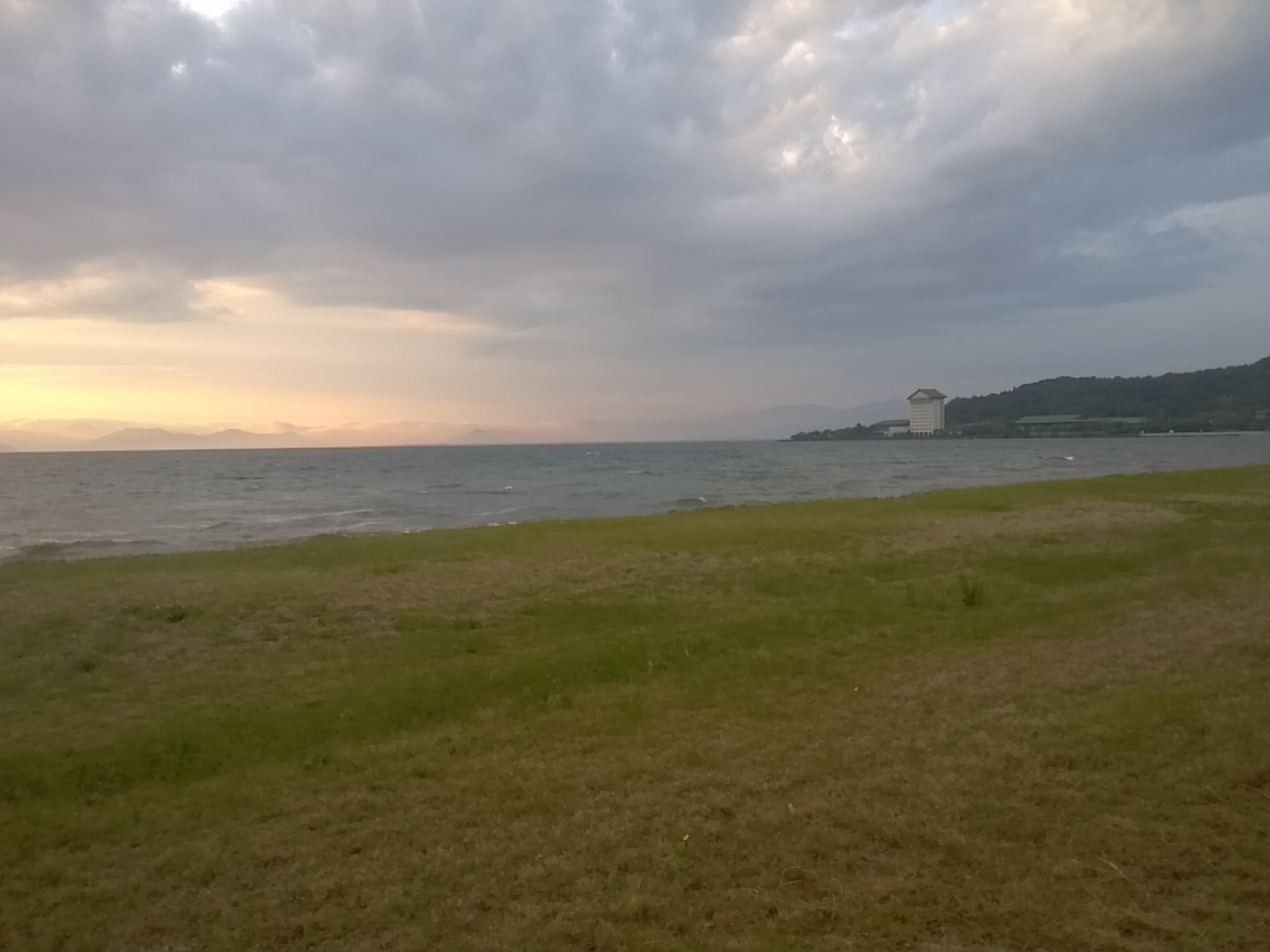
松原水泳場

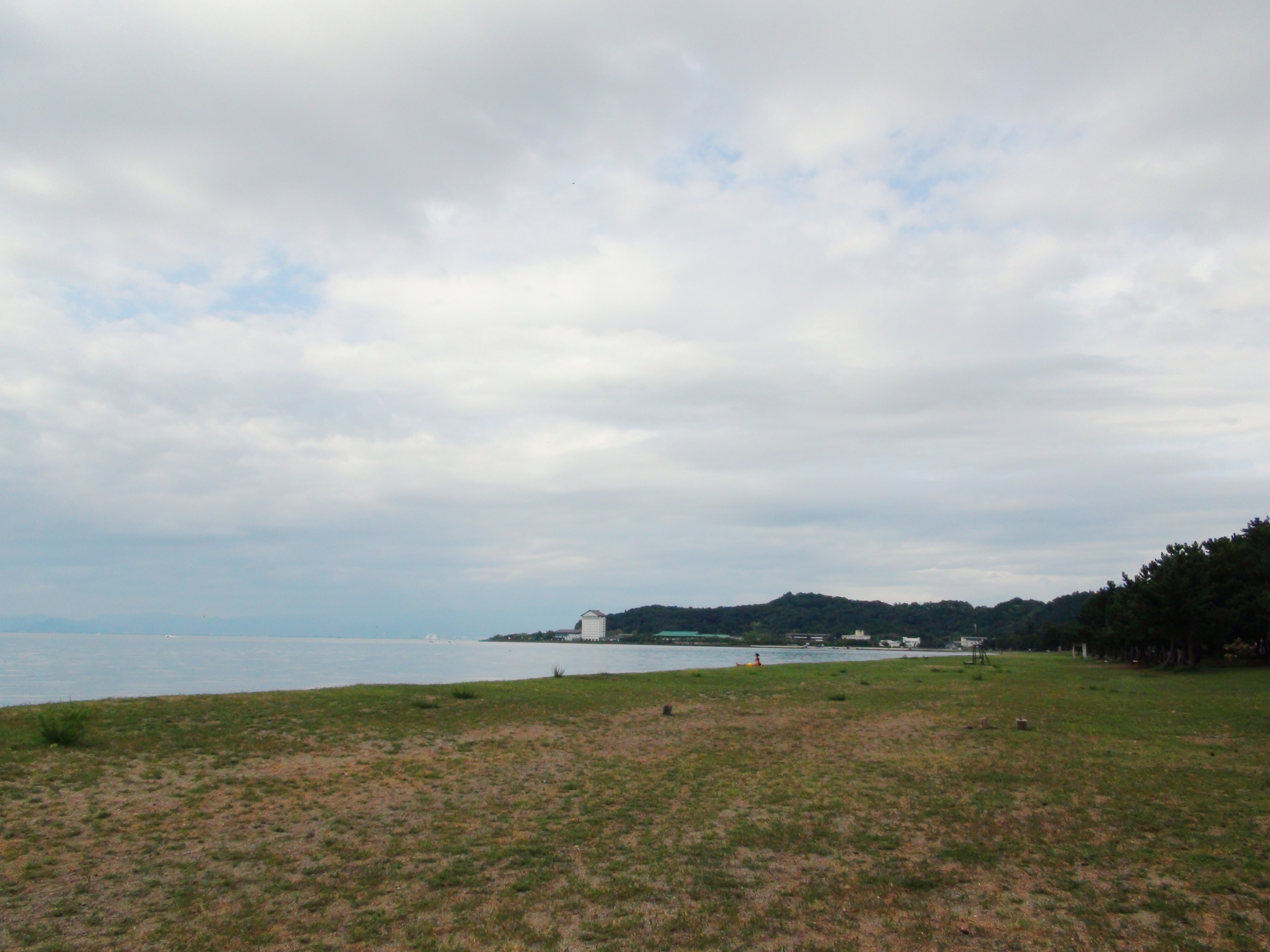
松原水泳場

松原水泳場（まつばらすいえいじょう）は、日本の滋賀県彦根市松原町地先に所在した琵琶湖に面した水泳場（湖水浴場）。彦根市営で1964年（昭和39年）頃に開設されたが、2024年（令和6年）に市議会で「彦根市水泳場の設置および管理に関する条例を廃止する条例案」が可決され、新海浜水泳場とともに廃止された。
地形について言えば、琵琶湖東岸にある、松原あるいは松原湖岸と呼ばれる水辺環境を利用した水泳場。歴史的・文化的には、千々の松原（ちぢのまつばら）とも呼ばれる景勝地（琵琶湖国定公園第2種特別地域等）である松原に設けられた水泳場であった。

## 特徴
彦根城の北、約1.4kmに位置する。
江戸時代、彦根城下にあって彦根藩松原下屋敷（通称：お浜御殿）などが置かれていた北青柳村北部（松原）は、西の琵琶湖、東の松原内湖に挟まれた
名勝であった。
「松原」という名が示すとおり、当地・松原（北青柳村北部）の浜堤には、防潮林を目的として植えられた松が3里（約11.78km）にわたって林を形成し、白砂青松で知られていた。
近代以降の環境汚染や人口増加、農地造成のための干拓（1948年3月竣工）による松原内湖の消滅とその農地の宅地化による消滅等々が往時の景観を大きく損なわせたとは言え、現存する当地は白砂の浜辺と松林が北東から南西へ1kmほど続く美しい湖畔の環境であり、琵琶湖国定公園（1950年選定）の指定区域（第2種特別地域）となっているほか、「さざ波立つ 千々の松原」の名で「彦根八景」（1995年選定）の一つにも数えられている。
また、彦根市北部のこの辺りは、琵琶湖の中でも東西に最も幅広い地点の一つであり、南北に開けて多景島や竹生島が見渡せる雄大な湖の眺望は、昔も今も変わらず人々を惹きつけている。
湖東随一の広さを持つ遠浅で水質の良好な水泳場として、夏には京阪神や中京からも訪れる水泳客で大いに賑わった。湖岸に沿って遊歩道が整備されていて、散歩やジョギングに利用する人も多い。
夏は彦根大花火大会（1949年初開催）や鳥人間コンテスト選手権大会（後述）の会場としても賑わいを見せ、冬は浜辺で干される赤かぶらの天日干しが風物詩となっている。特に読売テレビ製作のテレビ番組『鳥人間コンテスト選手権大会』については、1980年（昭和55年）に開催地となって以来、番組の人気と継続性が松原水泳場の全国的知名度の向上に繋がった。
2024年（令和6年）に市議会で「彦根市水泳場の設置および管理に関する条例を廃止する条例案」が可決されたため市営の水泳場としては廃止されたが、彦根市議会（市民産業建設常任委員会）で市は湖水浴をしてはいけないということではないとしており、ライフセーバーなどはいないので自己責任での利用をお願いするとしている。

## 年表

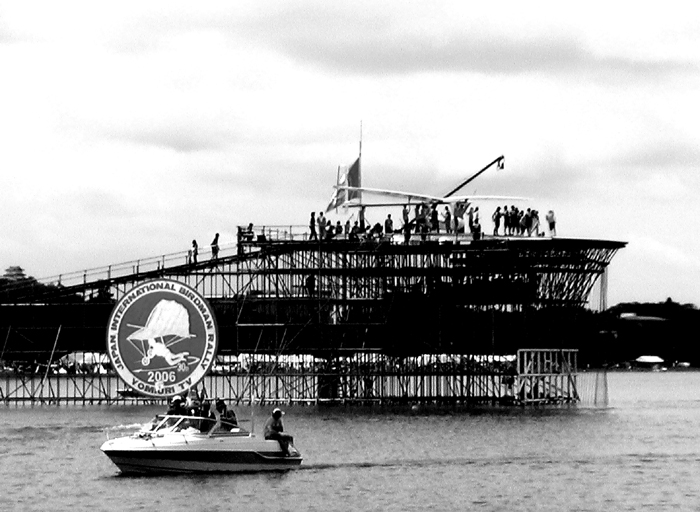
2006年（平成18年）に行われた、第30回鳥人間コンテスト選手権大会の様子

- 1949年（昭和24年）8月上旬：松原水泳場にて彦根大花火大会、初の開催。
- 1950年（昭和25年）7月24日：琵琶湖を中心とする複数地域が日本初の国定公園である琵琶湖国定公園に指定され、千々の松原を含む松原町の一部は第2種特別地域となる[8]。
- 1964年（昭和39年）頃：水泳場が開かれる[3]。
- 1975年（昭和50年）頃：この時期以降、松食虫被害（マツ材線虫病）の蔓延によって数多くの松が枯れてゆき、並木の規模が著しく減衰する[4]。
- 1980年（昭和55年）7月19日：第4回鳥人間コンテスト選手権大会が、会場を第3回までの宮ヶ浜水泳場（近江八幡市）から彦根市の松原水泳場に移して開催される。以後、会場は松原水泳場で定着。
- 1995年（平成7年）5月1日：千々の松原の景観が、彦根市民公募による「彦根八景」に「さざ波立つ 千々の松原」の名で入選。
- 2024年（令和6年）：夏季の水泳場としての管理が廃止された[3]。

## 位置情報
- 北緯35度17分48.8秒 東経136度15分21.7秒 / 北緯35.296889度 東経136.256028度
- 松原水泳場 - 地理院地図
- 滋賀県彦根市松原町地先（松原水泳場） - Google マップ

## 交通アクセス
鉄道
- JR西日本 琵琶湖線（東海道本線）、近江鉄道本線彦根駅で下車、徒歩で約30分、自動車で約5分。

バス
- 湖国バス彦根循環線視覚障害者センター停留所下車、徒歩約5分

自動車
- 名神高速道路 彦根ICから国道8号経由、自動車で約3km・10分。

## 近隣の水泳場
- （北方向） ←　さいかち浜水泳場（長浜市内）　-　松原水泳場　-　新海浜水泳場（彦根市内）　→ （南西方向）